# Garp och hans värld (film)
Garp och hans värld (originaltitel: The World According to Garp) är en romantisk dramakomedi från 1982 i regi av George Roy Hill efter John Irvings roman Garp och hans värld utgiven 1978. Både Irving och Hill har även varsin miniroll i filmen.

## Rollista i urval
- Robin Williams – T.S. Garp
- Mary Beth Hurt – Helen Holm
- Glenn Close – Jenny Fields
- John Lithgow – Roberta Muldoon
- Hume Cronyn – mr. Fields
- Jessica Tandy – mrs. Fields
- Swoosie Kurtz – prostituerad
- James McCall – Garp som ung
- Peter Michael Goetz – John Wolfe
- Amanda Plummer – Ellen James - New York
- George Roy Hill – piloten i planet som kraschar i huset
- John Irving – brottningsdomare